# 社会达尔文主义
社會達爾文主義，也称社会进化论，简称社达，指將達爾文演化論中自然選擇及適者生存的思想應用於人類社會的一系列社會理論。社会达尔文主义者通常主张“弱肉强食”的竞争原则，认为强者统治弱者是自然规律。
此一思想最早見於英國哲学家兼作家赫伯特·斯宾塞提出的社會文化進化論。社會達爾文主義的風行從19世纪持續到第二次世界大戰结束，有人認為現代的社會生物學也可歸類到社會達爾文主義學派中。“社會達爾文主義”一詞最早出現在美國歷史學家理查德·霍夫施塔特于1944年出版的著作《美國思想中的社會達爾文主義》，所以用“社會達爾文主義”一词来指稱1944年前的相關思潮是不確切的，但這種用法已被歷史學界廣泛採用。社会达尔文主义启发了许多种族灭绝制造者，如亚美尼亚种族灭绝及納粹大屠殺。
社會達爾文主義曾被其擁護者用来為权威主义、優生學、种族主义、帝国主义及法西斯主义正名，理由是赫伯特·斯賓塞所说的“適者生存”。至此，赫伯特·斯賓塞对社會和道德機制進化的理解被異化為與其哲學思想對立的東西。社會達爾文主義本身並不是一種政治傾向。有的社會達爾文主義者用這一思想説明社會進步和變革的不可避免，也有的社會達爾文主義者認為人類的退化不可避免。

## 历史

### 达尔文主义和社会变革理论
社会进化和文化进化的理论在欧洲思想界很常见。达尔文之前的启蒙时代思想家，如黑格尔就认为人类社会的进步经历了不同的发展阶段。早期的思想家认为，斗争是社会生活的天然特征。托马斯·霍布斯在17世纪写成的著作《自然状态》中已经出现达尔文所描述的对自然资源的竞争。社会达尔文主义与其他社会变革理论的区别在于，它将达尔文的生物进化理论应用于社会研究之中。
大英百科全书对社会达尔文主义的解释是：“社会达尔文主义曾经被用于支持自由放任式资本主义和政治保守主义，也用于支持阶级分层的正当性，理由是，个体之间存在所谓的‘自然的’不平等，财产多少被认为与一些优越的内在道德品质相关，如勤劳、节俭等等，因而国家干预被认为是干扰自然过程，而无限制的竞争和维护现状则符合生物学选择过程。穷人被认为是‘不适应环境’因而不应当被援助，在生存竞争中，富裕是成功的标志。社会达尔文主义还被用于为以下社会思潮和政策作哲学上的辩护，如帝国主义，殖民主义，种族主义等等，特别用于支持盎格鲁-撒克逊人或者雅利安人在文化和生物学上的优越性。”
达尔文对进化的独特研讨与其他理论的区别在于：达尔文强调自然对人类的发展的影响高于超自然影响，认为人类像动物一样为生物学法则所约束，特别是人口增长对个体的压力。与霍布斯不同，他相信这种压力使具备某种生理和智力性状的个体常胜于其他个体；随着时间推移，这些特征在种群中的积累会导致新物种出现。
达尔文觉得“社会本能”如“怜悯”和“道德情感”也通过自然选择而进化，这些进化的结果使他们所在的社会得到增强。他在《人类起源》中表述了这样的观点。所以，达尔文确实相信社会现象也是由自然选择塑造的。

### 社会达尔文主义的理论来源及衍生思想
社会达尔文主义的主要思想家包括赫伯特·斯宾塞、马尔萨斯和弗朗西斯·盖尔顿等。社会达尔文主义与达尔文本人的著作是有区别的，并且与达尔文著作出版后一个半世纪以来发展起来的现代进化论不尽相同。社会达尔文主义的一个简化观点是，人、特别是男性必须为了在未来能够生存而竞争，不能给予穷人任何援助，他们必须要养活自己，虽然多数二十世纪早期的社会达尔文主义者支持改善劳动条件和提高工资，以赋予穷人养活自己的机会，使能够自足者胜过那些因懒惰、软弱或劣等而贫穷的人。

#### 社会进步理论

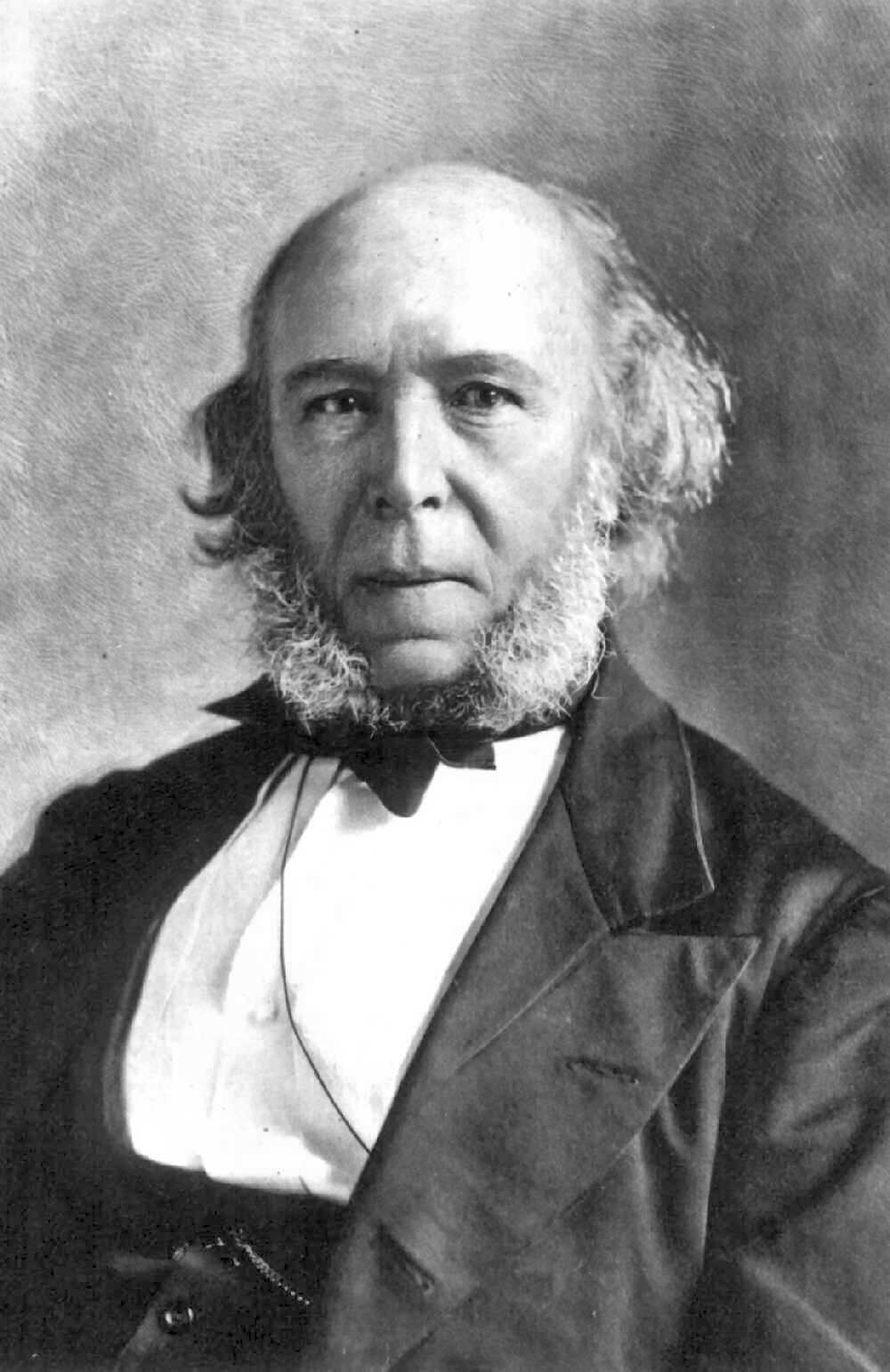
赫伯特·斯宾塞

斯宾塞的“进化进步主义”思想根植于马尔萨斯，他后来的理论则受到达尔文的影响。他在社会达尔文主义方面的重要著作《进步：法则和原因》比达尔文的《物种起源》还早两年出版，他的第二本著作《第一原理》出版于1860年。但他的思想的确应该归类于“社会达尔文主义”。他认为，个人而非集体才是进化的基本单位，自然选择产生的进化不仅表现在生物学，而且也发生在社会领域。
“演化”不等于“进步”。相对于达尔文，斯宾塞的“宇宙进化”理论在许多方面其实更加贴近拉马克和奥古斯特·孔德。达尔文理论关注的是种群，而斯宾塞处理的是个体动机的影响（人文）。达尔文理论采用或然论，即：环境的变化虽然迟早要影响生物个体的变化，但并无单一和特别的目标。斯宾塞理论则采用决定论（人类社会的进化只是其前一个阶段的逻辑结果），宿命论（不受人类行为的影响），单一途径（在单一的途径上进行，不可超越某一阶段或改变它们）和进步终极论的（存在一个最后会达到的终极，完美的社会）。达尔文理论不等于进步，进化产生的新物种只是更加适应不断变化的环境。斯宾塞则引入了社会进步的概念——进化后新的社会形态总是比以前的要好。
斯宾塞的著作继续了马尔萨斯的主旨。马尔萨斯的著作不算是社会达尔文主义，然而，他1798年出版的《人口学原理》非同寻常地流行，并被社会达尔文主义者广为传诵。这本书中，作者认为不断增长的人口早晚会导致粮食供不应求，最弱者就会因此而饿死（马尔萨斯灾难）。据迈克尔·鲁斯考证，达尔文是在1838年（马尔萨斯去世后第四年）阅读了马尔萨斯著名的《人口学原理》一文。社会达尔文主义者认为慈善事业只会使社会问题更为恶化，在这方面，马尔萨斯是他们的先驱。

#### 优生学
对达尔文生物学观点的另外一种社会解读是所谓優生學，该理论由达尔文的表弟弗朗西斯·高尔顿发展起来。高尔顿认为，人的生理特征明显地世代相传，因此，人的脑力品质（天才和天赋）也是如此。那么社会应该对遗传有一个清醒的决定，即：避免“不适”人群的过量繁殖以及“适应”人群的不足繁殖。高尔顿认为，诸如社会福利和疯人院之类的社会机构允许“劣等”人生存并且让他们的增长水平超过了社会中的“优等”人，如果这种情况不得到纠正的话，社会将被“劣等”人所充斥。达尔文带着兴趣阅读了他表弟的文章，并且在《人类起源》中用了部分章节来讨论高尔顿的理论。不过无论是达尔文还是高尔顿，都没有主张在20世纪上半叶得以实行的优生政策。他们在政治上，反对任何形式的政府强制。

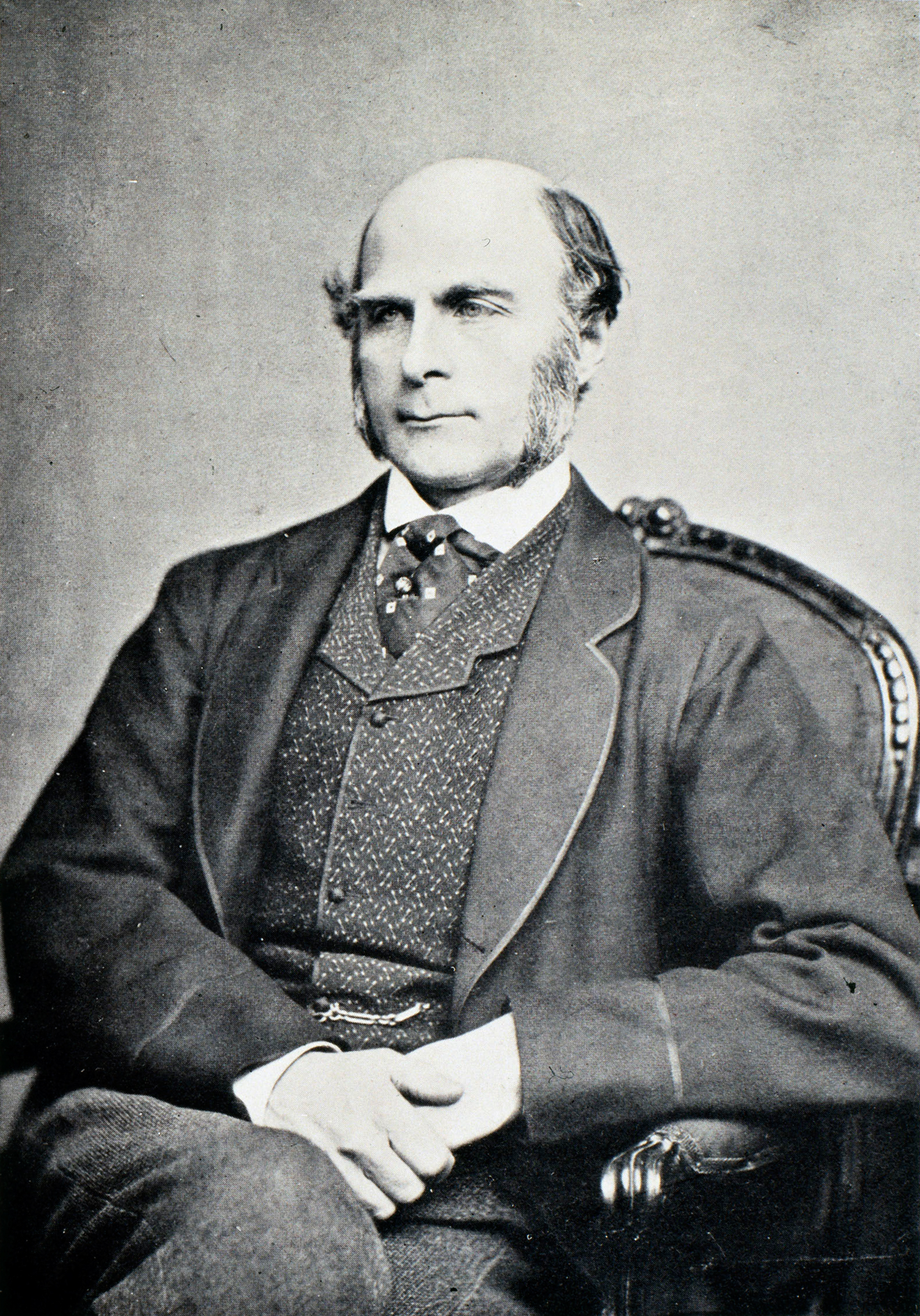
弗朗西斯·高尔顿

在德国，恩斯特·海克尔于1899年出版的畅销书《宇宙之谜》将社会达尔文主义介绍给更多读者，此书构造了一种自然现象与渲染浪漫和符号象征的神秘主义的大杂烩。这一现象催生了1904年建立的“一元论者联盟”，其成员有许多名流，包括诺贝尔奖获得者威廉·奥斯特瓦尔德，1909年该联盟的会员有六千人之众。他们主张进行优生改革，结果成为大众运动鼻祖之一，最终也是希特勒的国家社会主义德国工人党的源泉之一。

#### 种族主义
十九世纪末二十世纪初的种族优越和竞争思想与社会达尔文主义有关联。虽然社会达尔文主义的种族观简单而言是白色人种必须以文明教化全球的有色人种，然而还有其他更复杂的观念。达尔文进化论基于基因分岔和自然选择理论进行种族划分。基因分岔是指一组物种彼此之间互相分离，从而各自发展出自己独特的基因特征，这一理论适用于包括人类的所有生物。正是由于基因分岔，我们今天才有不同的人种和族群。十九世纪末二十世纪初流行的看法是，北欧的日耳曼人是优等人种，因为他们在寒冷的气候中进化，迫使他们发展出高等生存技巧，在现今时代表现为热衷于扩张和冒险。另外，相对于非洲的温暖气候，自然选择在寒冷的北部以更快的速度、更彻底地淘汰体格软弱和低智力的个体。大日耳曼主义者还论证，如果动物在体能和智力上适应其所在地气候，那么人类也是如此。这些思想得到当时的人类学家和心理学家的全力支持，其中包括著名生物学家托马斯·赫胥黎，此人是达尔文理论的早期捍卫者，并得到“达尔文的看门犬”的绰号。社会达尔文主义在心理学领域的支持者包括威廉·麦独孤。
基于社会达尔文主义的一种的种族观念是：一个种族为了生存必须具备侵略性。白种人被看作是最伟大的人种是因为他们具有优越感和征服欲。白人在有些地方征服了野蛮人，在另一些地方则干脆将他们灭绝，正如美国人在北美洲及英国人在新西兰和澳大利亚的所作所为。但是在现代社会，当白人成为内部政治争斗的牺牲品时，亚洲的黄色和棕色人种不断地积蓄力量以准备推翻白人在全球的控制权。许多人相信，白种人和西方文明最终被“劣等”种族和文化所排挤掉只是时间问题。上述思想在二十世纪初得到不少名人的支持，其中包括美国记者洛斯罗普·斯托达德和航空界的英雄查尔斯·林白。林白虽反对种族主义，却相信白种民族为自己的利益着想，必须保持技术优势，特别在航空业。

## 影响
尽管社会达尔文主义思潮在社会和政治思想史上占有重要的位置，它在今天已经不再时髦，仍以「社会达尔文主义者」自居者不多。

### 欧洲
社会达尔文主义曾在欧洲的一些社会圈子里--特别是在19世纪末20世纪初的德国知识分子之间广泛流传。哲学家尼采创造了「超人」这个概念。在国际政治上，各帝国之间的竞争鼓励了军事化和对世界依照殖民势力范围进行划分。当时对社会达尔文主义的解读更侧重于物种间的竞争而非合作。社会达尔文主义可能对阶级斗争论第一次世界大战后兴起的纳粹德国的领土扩张和种族灭绝政策有重要影响。

### 美国
斯宾塞的思想流行于1870年代镀金时代的美国，威廉·萨姆纳、约翰·伯格斯等美国学者在斯宾塞和达尔文的影响下，进一步发展了社会达尔文主义。萨姆纳在1881年发表了一篇题为《社会学》的论文，阐述了人类与自然以及人与人之间的生存斗争，被理查德·霍夫施塔特在《美国思想中的社会达尔文主义》一书中认为是社会达尔文主义者，但当代历史学家对于萨姆纳观点的解读有不少争议。作家杰克·伦敦也创作了不少许多描写生存的小说，表达了自己对社会达尔文主义的理解。但一般来说，社会达尔文主义衍伸出的反博爱主张和种族主义并未在美国社会生根，近代美国的资本巨头如约翰·戴维森·洛克菲勒、安德鲁·卡耐基，往往同样是慈善家。

### 中国
十九世纪中叶的鸦片战争之后，中国被迫向西方国家开放国门。中国学者严复于1897年翻译了英国学者赫胥黎的《天演论》，严复在书中认为欧洲在近代走向富强就是“胜天行而控制万物”的结果，指出中国人要“与天争胜”、“强种自保”，否则可能有亡国灭种之虞。这种“物竞天择，适者生存”的思想在中国社会引起强烈反响，成为“变法图强”及现代中国民族主义的理论基础之一。社会达尔文主义自此深远地影响了中国社会，“落后就要挨打”这类口号常见于20世纪乃至当代中国社会。

### 马来西亚
学者邱武德认为马来西亚在位最长的首相马哈迪·莫哈末是一位社会达尔文主义者，皆因他把族群的关系比拟成物竞天择，适者生存的关系。

## 批评与争议
美國和西方社会的左派批评保守派用社會達爾文主義為自由放任的資本主義、社会不平等、种族主义和帝国主义辯護。有不少人使用社会达尔文主义来反对任何形式的普世道德和利他主义。耐人尋味的是，西方右派經常反對達爾文主義，卻支持社會達爾文主義。一些二十世纪前的极端社会达尔文主义者预见了优生学和纳粹的种族学说。其批评者将公众头脑中的社会达尔文主义与优生学、种族主义、新帝国主义、伪科学联系在一起，对它的批评还被扩展到其他与之相似的政治理论或者科学理论，例如进化心理学。
然而，这存在争议。社会达尔文主义者中有人要求一個強勢政府來積極干預經濟和社會以便掃除掉劣等人。他們並不相信市場能起到這個作用。主張「自由放任」的著名經濟學家路德维希·冯·米塞斯在他的《人類行為》一書中論證說，社會達爾文主義與自由主義的原則相矛盾。但英国前首相撒切尔夫人曾说：“没有社会这种东西。有的是个体的男人和女人，有的是家庭。”，并执行类似自由放任的经济政策。英国《卫报》在她去世时候发文称她留给后世的遗产充满着公开的分歧、自私自利和对贪婪的崇拜，这些负面因素对人类精神的束缚作用比解放作用要大得多，指她强力打击工会、不容忍同性恋者、开征人头税、放松金融监管、削减福利、国企私有化等，所带来的贫富差距加大、失业和社会不平等，并引发20世纪最严重城市骚乱，并称「一个低税率，拥有家庭住房，私有化，高碳，占有欲，个人主义者，赢家通吃所有金融模式增长所带来的问题仍困扰这个国家今天的面对着选择」，同时列举出数据证明撒切尔夫人执政期间贫富差距加大、失业率上升等。中国大陆的《南方都市报》则发出评论称：“撒切尔夫人在社会政策上的理念有点接近‘社会达尔文主义’。她相信弱肉强食，政府只有为弱者提供最基本生存必需的责任，而毋须顾及社会不平等。”
社会达尔文主义本身并不必然产生特定的政治立场，有些社会达尔文主义者论证进步是无可避免的，有些则强调人类不断退化的潜力，还有人把社会达尔文主义卷入所谓进步力量。其实，社会达尔文主义是一些相关的社会理论的荟萃，正如同存在主义是一些密切联系的哲学思想的总称，而不是一种单独的哲学。

### 引用
1. ↑  梁晓衡.警惕：“社会达尔文主义”或成为资本主义的招魂幡[J], 2021.
2. ↑  .   [2023-07-03]. （原始内容存档于2023-07-03）.
3. ↑  Williams, Raymond. . John Offer  (编). . London; New York: Routledge. 2000: 186–199. ISBN 9780415181846.
4. ↑  Gregory Claeys (2000). The "Survival of the Fittest" and the Origins of Social Darwinism. Journal of the History of Ideas 61 (2):223-240.
5. ↑  Leonard, Thomas C. (2009) Origins of the Myth of Social Darwinism: The Ambiguous Legacy of Richard Hofstadter's Social Darwinism in American Thought （页面存档备份，存于） Journal of Economic Behavior & Organization 71, p.37–51
6. ↑  "...在未来的某个时期，不是用世纪衡量的那么遥远，几乎可以肯定在全世界人类的文明种族将消灭和取代野蛮种族。”"Descent of Man （页面存档备份，存于）, chapter 6 ISBN 978-1-57392-176-3
7. ↑  The Real William Graham Sumner （页面存档备份，存于）  路德维希·冯·米塞斯研究所   Jeff Riggenbach   2011年4月22日
8. ↑  "社会达尔文主义者从达尔文那里找到灵感，相信社会如同生物一样随着时间而进化，大自然会让强者生存，弱者消亡。杰克伦敦认为某些更具优势的种族注定会幸存，他们在保存自己的过程中排挤掉他者，白种人就是例子。" The philosophy of Jack London 的存檔，存档日期2005-10-27.
9. ↑  王民. . 《东南学术》. 2004, 3: 58–66  [2021-03-14]. （原始内容存档于2021-04-15）.
10. ↑  Khoo Boo Teik, Paradoxes of Mahathirism, Oxford University Press, Kuala Lumpur, 1995, p. 9.
11. ↑  .   [2013-05-21]. （原始内容存档于2014-04-07）.
12. ↑  .   [2013-05-21]. （原始内容存档于2013-05-21）.
13. ↑  .   [2013-05-21]. （原始内容存档于2013-06-08）.
14. ↑  .   [2013-05-21]. （原始内容存档于2013-05-20）.